# Estadio 8 de Junio
El Estadio 8 de Junio es un estadio cubierto ubicado en la ciudad de Paysandú. Es conocido como "Estadio Cerrado", en contraposición con el cercano Estadio Artigas, que está del otro lado de la calle (no confundir con el denominado "estadio abierto" que también es de la ciudad). Con una capacidad para 6.500 espectadores es el segundo estadio cubierto de mayor capacidad del Uruguay, por debajo de los 15.000 que puede albergar el Antel Arena y por encima de los 5.700 del Palacio Contador Gastón Guelfi.
Fue denominado así en honor a la fecha en que la Asamblea General del Uruguay le otorgó a Paysandú la categoría de ciudad, el 8 de junio de 1863.
El primer tanto oficial en la primera inauguración del estadio, fue realizado  por el jugador Mario Hugo Garcia apodado "La Osa", jugador que ha participado en varias instancias representando a la selección de Paysandu y Rio negro.
Fue remodelado durante la actual intendencia de Nicolas Olivera.